# Myoxocephalus quadricornis
Espèce
Statut de conservation UICN

 LC  : Préoccupation mineure
Le chaboisseau à quatre cornes (Myoxocephalus quadricornis) est une espèce de poissons du genre Myoxocephalus.